# Reguläre Untergruppe einer Lie-Gruppe
Reguläre Untergruppen einer Lie-Gruppe sind eine Klasse diskreter Untergruppen der Lie-Gruppe, die eine Reihe von Eigenschaften mit diskreten Untergruppen in Rang-1-Lie-Gruppen gemeinsam haben. (Insbesondere sind alle diskreten Untergruppen von Rang-1-Lie-Gruppen regulär.)
Sie sind von Bedeutung in Darstellungstheorie und Differentialgeometrie, unter anderem wird der Begriff verwendet bei der Untersuchung von Anosov-Darstellungen und Morse-Darstellungen. Insbesondere ist die Regularitätsbedingung Teil der Definition von RCA-Gruppen, welche in der Theorie von Gruppenwirkungen auf symmetrischen Räumen höheren Rangs den aus der Theorie Kleinscher Gruppen bekannten Begriff konvex-kokompakter Gruppen verallgemeinern.

## Definition
Es sei {\displaystyle X=G/K} ein symmetrischer Raum von nichtkompaktem Typ. Es sei {\displaystyle \Delta \subset F} eine fest gewählte Weyl-Kammer in einem maximalen Flach {\displaystyle F\subset X}. Zu jedem {\displaystyle x\in X} gibt es einen eindeutigen Punkt
{\displaystyle {\overline {x}}\in \Delta }
im {\displaystyle G}-Orbit von {\displaystyle x}.
Eine Folge {\displaystyle x_{n}\in X} heißt regulär, wenn
{\displaystyle \lim _{n\to \infty }d({\overline {x_{n}}},\partial \Delta )=\infty }
gilt.
Eine diskrete Untergruppe {\displaystyle \Gamma \subset G} heißt regulär, wenn für jede Folge {\displaystyle (\gamma _{n}\in \Gamma )_{n\in \mathbb {N} }} und ein {\displaystyle x\in X} die Folge
{\displaystyle x_{n}:=\gamma _{n}x\in X}
regulär ist. (Diese Definition ist unabhängig von der Wahl des Basispunktes {\displaystyle x\in X}.)
Sie heißt gleichmäßig regulär, wenn es ein {\displaystyle \epsilon >0} mit
{\displaystyle d({\overline {\gamma x}},\partial \Delta )>\epsilon \parallel \gamma x\parallel }
für alle {\displaystyle \gamma \in \Gamma } gibt. (Auch diese Definition ist unabhängig von der Wahl des Basispunktes {\displaystyle x\in X}.)

## Lie-Theoretische Formulierung
Algebraisch lässt sich Regularität unter Benutzung der Cartan-Zerlegung {\displaystyle {\mathfrak {g}}={\mathfrak {k}}\oplus {\mathfrak {p}}} und der Exponentialabbildung {\displaystyle exp_{x}\colon {\mathfrak {p}}\to G/K=X} wie folgt definieren.
Wähle eine Basis einfacher Wurzeln {\displaystyle \left\{\alpha _{1},\ldots ,\alpha _{r}\right\}\subset {\mathfrak {g}}}. Eine Folge {\displaystyle x_{n}\in X} ist genau dann regulär, wenn
{\displaystyle \lim _{n\to \infty }\alpha _{i}(x_{n})=\infty } für {\displaystyle i=1,\ldots ,r}
gilt.

## Beispiele
Wenn {\displaystyle X=G/K} ein symmetrischer Raum vom Rang {\displaystyle rank(G/K)=1} ist, dann ist jede diskrete Untergruppe  {\displaystyle \Gamma \subset G} regulär; das folgt tautologisch aus {\displaystyle \partial \Delta =\emptyset }.
Einfache Beispiele regulärer Untergruppen für symmetrische Räume {\displaystyle X^{\prime }=G^{\prime }/K^{\prime }} vom Rang {\displaystyle \geq 2} erhält man mittels Lie-Gruppen-Homomorphismen {\displaystyle \phi \colon G\to G^{\prime }} einer Lie-Gruppe {\displaystyle G} mit {\displaystyle rank(G/K)=1}. Für jede diskrete Untergruppe {\displaystyle \Gamma \subset G} ist ihr Bild {\displaystyle \Gamma ^{\prime }:=\phi (\Gamma )} eine reguläre Untergruppe von {\displaystyle G^{\prime }}.
Es gibt zahlreiche weitere Beispiele regulärer Untergruppen. Potrie-Sambarino haben bewiesen, dass die Bilder aller Anosov-Darstellungen (insbesondere aller hyperkonvexen Darstellungen) reguläre Untergruppen von {\displaystyle PGL(d,\mathbb {R} )} sind.